# 广东江门幼儿师范高等专科学校
广东江门幼儿师范高等专科学校（简称“江门幼专”）是江门市人民政府举办、广东省人民政府批准、中华人民共和国教育部备案的一所全日制公立普通高等学校。

## 院系设置
- 学前教育系
- 音乐教育系
- 英语教育系
- 基础教学部
- 继续教育中心
- 马克思主义学院（思想政治理论课教学部）